# Contrato de médico de la peste negra
Un contrato de médico de la peste negra o contrato de médico de la plaga era un acuerdo entre los administradores de una ciudad y un «médico» para tratar a los enfermos de peste bubónica. Estos acuerdos se hallan en los archivos municipales de muchas ciudades europeas. Los médicos de la peste negra eran específicamente contratados por las ciudades en tiempos de epidemia, para tratar a pacientes de la localidad que pagaba su sueldo, fueran estos ricos o pobres. Los pobres, que usualmente no podían pagar a un médico cualificado, eran los más beneficiados de los servicios de estos profesionales. Su contrato les otorgaba una doble responsabilidad: tratar a los enfermos de peste y abstenerse de atender a otros enfermos, esta última cláusula motivada por la intención de evitar el contagio entre paciente y paciente a través de un médico compartido. En muchos casos, estos «doctores» eran voluntarios, médicos de segunda categoría, o médicos jóvenes que deseaban abrirse camino en su profesión.
Los médicos de la peste negra tenían que atravesar un largo período de cuarentena después de tratar a sus pacientes; algunos se vestían con el traje de médico de la peste, que se pensaba protegía al portador de la enfermedad. Estos profesionales tenían que vivir aislados del resto de la población para evitar que actuasen como vector de transmisión de la peste bubónica, medida usualmente acordada en sus contratos.

## Negociaciones
El regateo que siempre precedía a la firma del contrato final solía ser una negociación seria. Por ejemplo, los administradores municipales de Turín, en 1630, estaban sopesando los términos del contrato de médico de la peste de un tal doctor Maletto: después de mucho regatear, ordenaron a los representantes de Turín en las negociaciones que llegasen a un acuerdo justo y rápido con dicho médico lo antes posible. Se les indicó que intentasen obtener las condiciones más ventajosas para la ciudad, pero que tuvieran cuidado de no presionar demasiado al doctor, ya que era raro que alguien se ofreciese a desempeñar labores tan peligrosas a cambio de un sueldo tan bajo.
Además del anterior, existen otros ejemplos de las duras negociaciones entre los médicos de la peste negra y las ciudades europeas, como el contrato original de Giovanni de Ventura, el cual negoció con la ciudad de Pavía su contratación como médico de la peste en 1479. El contrato de Giovanni de Ventura constaba de 16 cláusulas, que fueron enmendadas incluso después de ser plasmadas por escrito. La cláusula primera establecía su sueldo en 30 florines mensuales, pero fue modificada posteriormente para que los costes de vida de Ventura fueran deducidos de dicha cantidad. Además, la cláusula segunda le otorgaba una indemnización por despido equivalente a dos meses de su sueldo, luego esta compensación se redujo a solo un mes de sueldo. Por otra parte, la sexta cláusula le prohibía al doctor atender a enfermos que no estuviesen aquejados de peste negra, pero más tarde fue reescrita para que Ventura tuviera que visitar a enfermos de todo tipo. La séptima cláusula le concedía la ciudadanía de Pavía; no obstante, también fue alterada para que la adquisición de la condición de ciudadano dependiera de su comportamiento durante el tiempo que durase su contrato.
Bernardino di Francesco Rinaldi logró obtener una cláusula ventajosa en su contrato de médico de la peste con la ciudad de Volterra en 1527, en virtud de la cual la ciudad se comprometía a asumir sus costes de vida (gastos en comida y agua), aportando fondos de la tesorería municipal.

## Sanciones por incumplimiento del contrato
En 1527, en la ciudad de Prato, un médico de la peste llamado Stefano Mezzetino fue descubierto atendiendo a pacientes que no estaban contagiados de peste, sin la vigilancia de un custodio. Una cláusula de su contrato establecía que Mezzetino siempre tenía que ir acompañado por un escolta cuando visitara a enfermos que no hubiesen contraído la peste negra, para evitar transmitirla; sus actos suponían un riesgo de contagio enorme para la población. En consecuencia, fue multado por poner en peligro la salud pública y por no observar los términos de su contrato.